# Groupe sporadique
En mathématiques, un groupe sporadique est l'un des 26 groupes exceptionnels dans la classification des groupes simples finis. Un groupe simple est un groupe G non trivial qui ne possède aucun sous-groupe normal à part son sous-groupe trivial (réduit à l'élément neutre) et G lui-même. Le théorème de classification affirme que les groupes simples finis peuvent être regroupés en 18 familles infinies dénombrables, plus 26 exceptions qui ne suivent pas un motif systématique (ou 27, si le groupe de Tits est considéré comme un groupe sporadique).
Le plus petit groupe sporadique possède 7 920 éléments ; le plus grand, le groupe Monstre, environ 8 × 1053.

## Liste

Diagramme des 26 groupes sporadiques indiquant les relations de subquotientage.

Cinq des groupes sporadiques furent découverts par Émile Mathieu dans les années 1860 et les 21 autres entre 1965 et 1975. L'existence de plusieurs de ces groupes fut conjecturée avant leur construction effective. La plupart portent le nom du ou des mathématiciens qui émirent les premiers ces conjectures. L'arrivée de l'ordinateur a été déterminante dans l'identification de ces groupes, dont la liste est la suivante :
- Groupes de Mathieu M11, M12, M22, M23, M24
- Groupes de Janko J1, J2 (également appelé groupe de Hall-Janko HJ), J3, J4
- Groupes de Conway Co1, Co2, Co3
- Groupes de Fischer Fi22, Fi23, Fi24
- Groupe de Higman-Sims HS
- Groupe de McLaughlin McL (noté aussi Mc)
- Groupe de Held He
- Groupe de Rudvalis Ru
- Groupe de Suzuki Suz
- Groupe de O'Nan O'N
- Groupe de Harada-Norton HN (noté aussi F5)
- Groupe de Lyons Ly
- Groupe de Thompson Th (noté aussi F3)
- Groupe Bébé Monstre B (noté aussi F2)
- Groupe Monstre M, ou groupe de Fischer-Griess (noté aussi F1)

Les représentations sur les corps finis de tous les groupes sporadiques ont été calculées, excepté pour le groupe Monstre.

## Organisation

### Parias
Sur les 26 groupes sporadiques, 20 sont des sous-quotients du groupe Monstre. Les six exceptions sont J1, J3, J4, O'N, Ru et Ly. Ces six groupes sont quelquefois dénommés « parias ».
Les 20 groupes restants peuvent être organisés en trois générations.

### Groupes de Mathieu
La première génération de groupes sporadiques sont les groupes de Mathieu M11, M12, M22, M23 et M24 sont des groupes de permutations multiplement transitifs. Tous sont des sous-groupes de M24, groupe de permutation sur 24 éléments.

### Réseau de Leech
La deuxième génération rassemble tous les quotients de sous-groupes du groupe des automorphismes du réseau de Leech :
- Co1 : quotient du groupe des automorphismes par son centre ;
- Co2 : stabilisateur d'un vecteur de type 2 ;
- Co3 : stabilisateur d'un vecteur de type 3 ;
- Suz : groupe des automorphismes préservant une structure complexe (modulo son centre) ;
- McL : stabilisateur d'un triangle de type 2-2-3 triangle ;
- HS : stabilisateur d'un triangle de type 2-3-3 triangle ;
- J2 : groupe des automorphismes préservant une structure quaternionique (modulo son centre).

### Autres sous-groupes du Monstre
La troisième génération est constituée de sous-groupes fortement liés au groupe Monstre M:
- B ou F2 : possède un revêtement (en) double qui est le centralisateur d'un élément d'ordre 2 dans M ;
- Fi24′ : possède un revêtement triple qui est le centralisateur d'un élément d'ordre 3 dans M (dans la classe de conjugaison 3A) ;
  - Fi23 : sous-groupe de Fi24′ ;
  - Fi22 : possède un revêtement qui est un sous-groupe de Fi23 ;
- Th : Le produit de Th et d'un groupe d'ordre 3 est le centralisateur d'un élément d'ordre 3 dans M (dans la classe de conjugaison 3C) ;
- HN : Le produit de HN et d'un groupe d'ordre 5 est le centralisateur d'un élément d'ordre 5 dans M ;
- He : Le produit de He et d'un groupe d'ordre 7 est le centralisateur d'un élément d'ordre 7 dans M ;
- M : le groupe Monstre lui-même fait partie de cette génération.

Cette série ne se limite pas à cette génération : le produit de M12 et d'un groupe d'ordre 11 est le centralisateur d'un élément d'ordre 11 dans M.
Si on considère le groupe de Tits 2F4(2)′ comme un groupe sporadique, il fait également partie de cette génération : il existe un sous-groupe S4×2F4(2)′ normalisant un sous-groupe 2C2 de B, donnant naissance à un sous-groupe 2·S4×2F4(2)′ normalisant un certain sous-groupe Q8 du Monster. 2F4(2)′ est également un sous-groupe de Fi22, Fi23, Fi24′ et B.

## Tableau
Le tableau suivant donne la liste des groupes sporadiques par ordre croissant (suivant la suite A001228 de l'OEIS).
| Groupe       | Ordre                                                                   | Factorisation                                    | Estimation |
| ------------ | ----------------------------------------------------------------------- | ------------------------------------------------ | ---------- |
| M11          | 7 920                                                                   | 24·32·5·11                                       | ≈ 8 × 103  |
| M12          | 95 040                                                                  | 26·33·5·11                                       | ≈ 1 × 105  |
| J1           | 175 560                                                                 | 23·3·5·7·11·19                                   | ≈ 2 × 105  |
| M22          | 443 520                                                                 | 27·32·5·7·11                                     | ≈ 4 × 105  |
| J2 ou HJ     | 604 800                                                                 | 27·33·52·7                                       | ≈ 6 × 105  |
| M23          | 10 200 960                                                              | 27·32·5·7·11·23                                  | ≈ 1 × 107  |
| HS           | 44 352 000                                                              | 29·32·53·7·11                                    | ≈ 4 × 107  |
| J3 ou HJM    | 50 232 960                                                              | 27·35·5·17·19                                    | ≈ 5 × 107  |
| M24          | 244 823 040                                                             | 210·33·5·7·11·23                                 | ≈ 2 × 108  |
| McL          | 898 128 000                                                             | 27·36·53·7·11                                    | ≈ 9 × 108  |
| He           | 4 030 387 200                                                           | 210·33·52·73·17                                  | ≈ 4 × 109  |
| Ru           | 145 926 144 000                                                         | 214·33·53·7·13·29                                | ≈ 1 × 1011 |
| Suz          | 448 345 497 600                                                         | 213·37·52·7·11·13                                | ≈ 4 × 1011 |
| O'N          | 460 815 505 920                                                         | 29·34·5·73·11·19·31                              | ≈ 5 × 1011 |
| Co3          | 495 766 656 000                                                         | 210·37·53·7·11·23                                | ≈ 5 × 1011 |
| Co2          | 42 305 421 312 000                                                      | 218·36·53·7·11·23                                | ≈ 4 × 1013 |
| Fi22         | 64 561 751 654 400                                                      | 217·39·52·7·11·13                                | ≈ 6 × 1013 |
| F5 ou HN     | 273 030 912 000 000                                                     | 214·36·56·7·11·19                                | ≈ 3 × 1014 |
| Ly           | 51 765 179 004 000 000                                                  | 28·37·56·7·11·31·37·67                           | ≈ 5 × 1016 |
| F3 ou Th     | 90 745 943 887 872 000                                                  | 215·310·53·72·13·19·31                           | ≈ 9 × 1016 |
| Fi23         | 4 089 470 473 293 004 800                                               | 218·313·52·7·11·13·17·23                         | ≈ 4 × 1018 |
| Co1          | 4 157 776 806 543 360 000                                               | 221·39·54·72·11·13·23                            | ≈ 4 × 1018 |
| J4           | 86 775 571 046 077 562 880                                              | 221·33·5·7·113·23·29·31·37·43                    | ≈ 9 × 1019 |
| Fi24' ou F3+ | 1 255 205 709 190 661 721 292 800                                       | 221·316·52·73·11·13·17·23·29                     | ≈ 1 × 1024 |
| F2 ou B      | 4 154 781 481 226 426 191 177 580 544 000 000                           | 241·313·56·72·11·13·17·19·23·31·47               | ≈ 4 × 1033 |
| F1 ou M      | 808 017 424 794 512 875 886 459 904 961 710 757 005 754 368 000 000 000 | 246·320·59·76·112·133·17·19·23·29·31·41·47·59·71 | ≈ 8 × 1053 |